# مردان اسرارآمیز
مردان اسرارآمیز (انگلیسی: Mystery Men) فیلمی در ژانر اکشن با بازی بن استیلر است که در سال ۱۹۹۹ منتشر شد.

## خلاصه داستان
چامپیون سیتی، آمریکا. «روی» (بن استیلر)، مرد عصبی‌مزاج و دو تن از دوستانش، به تقلید از اَبَرقهرمانانی مثل «فیوریوس» (بن استیلر)، «شووِلز» (ویلیام اچ میسی) و «بلوراجا» (هانک آزاریا) می‌خواهند با جنایت مبارزه کنند؛ اما تلاش‌هایشان به علت در بند بودن «کاپیتان اَمِی‌زینگ» (گرگ کینر)، چندان به چشم نمی‌آید. کاپیتان قصد فرار از زندان «فرانکنستاینِ» دیوانه (راش) را دارد. «روی» و دوستانش و کمک‌های بی‌دست‌وپائی مثل «اسپیلنِ» (پل روبنس) از خودراضی و «بولرِ» (جانین گاروفالو) که با جمجمهٔ پدرش، بولینگ بازی می‌کند یک گروه تشکیل می‌دهند. آنان هم‌چنین از یک مربی دردسرساز به نام «اسفینکس» (وس استودی) هم کمک می‌گیرند. در اقدامی برای نجات «کاپیتان امی‌زینگ»، کاپیتان به‌طور اتفاقی توسط خود افراد تیم کشته می‌شود، اما در آخر آنان با کمک یک کارشناس عجیب و غریب اسلحه به نام «دکتر هِلِر» (تام ویتس) موفق می‌شوند «فرانکنستاین» را شکست دهند.

## بازیگران
- هانک آزاریا
- کلر فورلانی
- جانین گاروفالو
- ادی ایزارد
- بن استیلر
- گرگ کینر
- ویلیام اچ میسی
- کل میچل
- لنا اولین
- پل روبنس
- جفری راش
- وس استودی
- تام ویتس
- لوئیز لسر
- مایکل بی
- ریکی جی